# Regulate
Regulate is een nummer van de Amerikaanse rappers Warren G en Nate Dogg uit 1994. Het is de eerste single van Warren G's debuutalbum Regulate... G Funk Era.
In het nummer is I Keep Forgettin' van Michael McDonald gesampled. Ook bevat het samples uit Sign of the Times van Bob James en Let Me Ride van Dr. Dre.

## Verhaal
In "Regulate" vertelt Warren G hoe hij alleen door Long Beach rijdt, terwijl hij naar vrouwen zoekt. Hij vindt een groep mannen die samen een spelletje doen. Warren G wil met de mannen meedoen, maar de mannen halen hun geweren tevoorschijn en beroven hem, waardoor Warren G denkt dat zijn dagen geteld zijn. Ondertussen zoekt Nate Dogg naar Warren G. Hij komt een auto vol met vrouwen tegen, die zo afgeleid zijn dat ze hun auto total loss rijden. Uiteindelijk vindt hij Warren G, en drijft hij schietend de berovers uit elkaar. Vervolgens gaan Warren G en Nate Dogg terug naar de vrouwen, en rijden met hen weg naar een hotel. In het laatste couplet leggen Warren G en Nate hun G-funk-muziekstijl uit.

## Hitnoteringen
Het nummer werd een grote hit in de westerse wereld, en ook de grootste hit voor zowel Warren G als Nate Dogg. In de Amerikaanse Billboard Hot 100 bereikte het de 2e positie. In de Nederlandse Top 40 bereikte het nummer de 7e positie, en in de Vlaamse Radio 2 Top 30 de 10e.